# Kremmin
Kremmin là một đô thị ở huyện Ludwigslust, bang Mecklenburg-Vorpommern, Đức. Đô thị này có diện tích 16,86 km², dân số thời điểm 31 tháng 12 là 271 người.